# Деркульське
Де́ркульське — село в Україні, у Широківській селищній громаді Щастинського району Луганської області. Населення становить 5 осіб.

## Населення
За даними перепису 2001 року населення села становило 5 осіб, з них 60 % зазначили рідною мову українську, а 40 % — російську.

## Війна 2014 року
Вранці 19 серпня 2014 року біля села відбулося зіткнення прикордонного наряду та бойовиків, озброєних стрілецькою зброєю та підствольним гранатометом. Бойовики намагалися прорватися на територію Російської Федерації, прикордонники відбили напад і не дали можливості перейти через кордон російським найманцям.